# Satansapa
Inte att förväxlas med djävulsapa.
Satansapa (Chiropotes satanas) är en primat i släktet sakier som förekommer i Sydamerika. Tre populationer som tidigare räknades som underarter till satansapan klassificeras sedan 2003 som självständiga arter, dessa är Chiropotes chiropotes, Chiropotes israelita och Chiropotes utahickae.

## Utseende och anatomi
Satansapan når en kroppslängd på mellan 32 och 48 cm, en svanslängd mellan 37 och 46 cm samt en vikt mellan 2,6 och 3,2 kg. Hannar är något tyngre än honor. Den korta pälsen är huvudsakligen svart, bara vid skuldran och på ryggen kan den vara brunaktig. Vuxna individer har en yppig tofs på hjässan och långt skägg vid hakan. Det mörka ansiktet är nästan hårlöst. Den yviga svansen används inte som gripverktyg. Tummen är inte helt motsättlig de andra fingrarna.

## Utbredning
Satansapan lever i ett mindre område i nordöstra Brasilien. Regionen ligger vid mynningen av Rio Tocantins i delstaterna Pará och Maranhão.

## Levnadssätt
Satansapan lever i tropisk regnskog.Den är dagaktiv och vistas främst i träd. Den går oftast på fyra ben på grenar och hoppar sällan. När den äter hänger den ibland ner och håller fast sig med handen. Satansapan bildar flockar av 8 till 40 individer som består av flera vuxna hannar och honor samt deras ungar. Uppskattningsvis är flockens revir 75 till 250 hektar stort. För kommunikationen har de olika läten.
Födan utgörs främst av frukt och frön med hårda skal. Med sina stora käkmuskler, samt skarpa fram- och hörntänder är satansapan väl anpassade till dessa näringsämnen.
Fortplantningssättet i naturen är inte helt utrett. Det antas att honan kan para sig hela året. Dräktigheten varar vanligen i fyra till fem månader och sedan föds oftast en enda unge. Nyfödda ungar har en svans som kan användas som gripverktyg men den förlorar förmågan efter cirka två månader. Ungen diar i cirka två till tre månader.
Medellivslängden är okänd. Enligt uppskattningar lever arten lika länge som närbesläktade primater, det vill säga cirka 20 år.

## Status och hot
Satansapan hotas av habitatförstöring genom skogsavverkningar och i viss mån av jakt. Artens utbredningsområde är tätbefolkat och hela tiden byggs nya bosättningar och väger för människor. Enligt IUCN minskade populationen under de senaste 30 åren med ungefär 80 procent. Därför kategoriseras satansapan som starkt hotad (EN). För artens bevarande finns det upprättade skyddszoner.